# Dane DiLiegro
Dane Robert DiLiegro (Lexington, 6 agosto 1988) è un ex cestista e attore statunitense naturalizzato italiano.

## Carriera
DiLiegro ha disputato la NCAA dal 2007 al 2011 con i New Hampshire Wildcats. L'anno successivo firma per l'Cestistica Ostuni, giocando così la Legadue FIP 2011-2012; la squadra viene eliminata al primo turno dei play-off dall'N.B. Brindisi.
L'11 luglio 2012 firma un contratto con la Dinamo Sassari, approdando così nella massima serie italiana.

Al termine della stagione non viene confermato dalla società sarda e il 12 settembre firma per la Pall. Trieste, nel nuovo campionato di DNA Gold.
Nell'agosto 2014 lascia l'Italia per trasferirsi in Israele, dove firma per l'Hapoel Gilboa Galil.
Nel 2022 interpreta un personaggio nella seconda edizione del reality statunitense a tema fantasy The Quest. Nello stesso anno ha ottenuto il ruolo di un Predator nel film prequel dell'omonima saga, intitolato Prey, diretto da Dan Trachtenberg.

## Filmografia parziale

### Cinema
- Prey, regia di Dan Trachtenberg (2022)
- Guardiani della Galassia Vol. 3 (Guardians of the Galaxy Vol. 3), regia di James Gunn (2023)
- Werewolves, regia di Matthew Kennedy (2024)